# José Vidal
José Vidal (15. december 1896 – 3. juli 1974) var en uruguayansk fodboldspiller, og olympisk guldvinder med Uruguays landshold.
Vidal var en del af det uruguayanske hold, der vandt guld ved OL i 1924 i Paris. Det var første gang der nogensinde blev spillet fodbold i OL-sammenhæng. Han var også med til at vinde det sydamerikanske mesterskab med sit land i både 1922, 1923 og 1924.

## Titler
Sydamerikanske Mesterskab
- 1922, 1923 og 1924 med Uruguay

OL
- 1924 med Uruguay